# 平山遊季
平山遊季（2006年7月25日—），神奈川縣出身（出生於北海道），隸屬於演藝經紀公司UP-FRONT AGENCY旗下，2019年8月2日加入Hello! Pro研修生，2021年12月30日正式加入ANGERME成為其第10期成員，血型A型代表色為淺綠色。

## 個人簡歷
2019年
- 參加＜モーニング娘。'19 LOVEオーディション＞落選。[4]
- 8月2日，與廣本瑠璃・橋田歩果・西﨑美空・北原もも・江端妃咲・豫風瑠乃・村越彩菜・植村葉純一同加入Hello! Pro研修生成為第30期生。[5]

2021年
- 12月30日，宣布加入ANGERME。[6]

2024年
- 10月25日，宣布患有日本國內指定絕症貝賽特氏症，並聲明會在負荷的範圍內繼續活動。[7][8]

## 人物
- 興趣是欣賞各種類型的音樂。
- 喜歡的音樂類型為早安家族的所有樂曲、洋樂與K-POP。[1]

## 外部連結
- アンジュルムHello!Project （页面存档备份，存于）
- アンジュルム 新メンバーAmeblo （页面存档备份，存于）
- 官網個人檔案 （页面存档备份，存于）